# Sümpfen
Als Sümpfen (Substantiv: Sümpfung) bezeichnet man im Bergbau das Entfernen von Wasser aus einem Grubenbau, aus dem Schachtsumpf oder aus dem gesamten Bergwerk. Im frühen Bergbau wurde jegliches Heben des Grubenwassers als Sümpfen oder auch als zu Sumpfe halten oder zu Sumpfe bringen bezeichnet. Auch großflächige Grundwasserabsenkung im Umfeld von Tagebauen durch Abpumpen des Wassers wird als Sümpfung bezeichnet.

## Grundlagen
Bei der bergmännischen Gewinnung von Rohstoffen kommt es je nach Gebirge zu mehr oder minder starkem Zulauf von Grubenwasser. Diese Grubenwässer müssen durch eine Wasserhaltung aus dem Bergwerk entfernt werden. Durch einen Wassereinbruch – so nennt man das unerwartete Einströmen größerer Wassermassen in einen Grubenbau – kann es zum Absaufen des Grubengebäudes oder Teilen davon kommen. Auch durch die Vernachlässigung der Wasserhaltung kann es passieren, dass ein Grubenbau absäuft. Das Absaufen von Grubenbauen bezeichnet der Bergmann auch als zu Sumpfe gehen, ein abgesoffenes Bergwerk nennt man im Sumpfe stehend. Bei komplett abgesoffenen Bergwerken erfolgt das Sümpfen über die tiefsten Tagesschächte. Sind nur einzelne Grubenbaue abgesoffen, wird dort an der tiefsten zugänglichen Stelle angesetzt und weiter vorgearbeitet.

## Sümpfen im frühen Bergbau
Im frühen Bergbau musste das Sümpfen überwiegend durch Muskelkraft erfolgen. Hierzu wurde das Wasser im Sumpf mittels hölzerner Wasserkannen in einen Wasserkübel, einen nach oben konisch zulaufenden hölzernen Behälter, gefüllt. Der Wasserkübel wurde mit einem Haspel oder einem Göpel aus dem Schacht gezogen und über Tage entleert. Es gab große und kleine Wasserkübel. Eine weitere Möglichkeit war die Verwendung sehr großer Wassersäcke aus Stierhäuten, sogenannter Bulgen. Diese Bulgen wurden an den Haken der Zugkette gehängt und in den Schacht gelassen. Im Sumpf wurden sie mit Wasser gefüllt, dann wurde der Korb wieder hochgezogen und die Bulge wurde über Tage entleert. Es gab zwei unterschiedliche Bulgen: Ringebulgen und Streichbulgen. Ringebulgen konnten selbsttätig das Wasser schöpfen; bei den Streichbulgen wurde das Wasser durch hölzerne Schaufeln bewegt und quasi hineingeschüttet.

## Sümpfen im modernen Bergbau
Im modernen Bergbau werden abgesoffene Grubenbaue auf zwei Arten gesümpft, entweder mit zylindrischen Tauchgefäßen oder mittels leistungsstarker Tauchpumpen.

### Sümpfen mit Tauchgefäßen
Zylindrische Tauchgefäße werden bis zu einer Teufe von 300 Metern angewendet. Sie haben ein Fassungsvermögen von einem Kubikmeter und werden entweder mittels Seilhaspel im Schacht bewegt oder mit einer Anschlagkette unter dem Korb befestigt. Das Tauchgefäß kann ohne Führungsseil mit einer Geschwindigkeit von 2 bis 3 m/s im Schacht bewegt werden. Über Tage werden die Tauchgefäße durch ein im Gefäßboden eingebrachtes Bodenventil in spezielle Wasserwagen entleert. Vorteilhaft ist bei diesem Verfahren, dass die komplette Einrichtung entsprechend dem Wasserspiegel gesenkt oder gehoben werden kann.

### Sümpfen mit Pumpen
Beim Sümpfen mittels Pumpen werden spezielle Abteufpumpen verwendet, die an Seilen in den abgesoffenen Schacht gehängt werden. Sie werden mit einer Seilwinde entsprechend dem Wasserspiegel gesenkt oder gehoben. Diese Pumpen haben je nach Ausführung Pumpleistungen bis zu 10 m³ pro Minute. Außerdem gibt es sogenannte Mammutpumpen mit einer Pumpleistung von 32 bis 35 m³ pro Minute. Bei sehr starken Wasserzuflüssen in tiefen Gruben wird absatzweise gesümpft: Zunächst wird bis zu einer bestehenden oder einer neuzuschaffenden Zwischensohle gesümpft und dort eine ortsfeste Wasserhaltung aufgestellt. In diese Wasserhaltung pumpen die im Schacht hängenden Pumpen und die ortsfesten Wasserhaltungspumpen das Wasser nach über Tage. Eine weitere Möglichkeit ist das Einbauen einer Bühne im Schacht, auf die dann die Wasserhaltung installiert wird. Vorteil der Zwischenwasserhaltung ist, dass die hängenden Pumpen mit einem geringeren Druck arbeiten müssen.